# Seututie 343
Pour les articles homonymes, voir Route 343.
La route régionale 343 (finnois : Seututie 343) est une route régionale reliant la kantatie 56 a la valtatie 9 dans la municipalité de Jämsä en Finlande,,.

## Présentation
La seututie 343 est une route régionale de Finlande-Centrale.
La route 343 dessert l'aéroport d'Halli.